# 西田正雄
西田 正雄（にしだ まさお、1895年（明治28年）10月26日 - 1974年（昭和49年）3月19日）は、日本の海軍軍人。海兵44期恩賜・海大26期恩賜。最終階級は海軍大佐。

## 生涯
1895年（明治28年）10月26日、兵庫県揖保郡神岡村東嘴崎（現たつの市神岡町）に生まれる。小学校のころより抜群の成績を誇った。旧制龍野中学校でも成績はトップであり、龍野中学校のクラスメートであった哲学者の三木清でさえも次席でついに西田を抜くことができなかった。また『陸の田中、海の西田』（田中とは、終戦時の第12方面軍司令官 兼 東部軍管区司令官であった田中静壱陸軍大将〈陸士19期恩賜・陸大28期恩賜〉）と並び評された。なお、田中と西田は義兄弟の関係であった。また、田中、西田両名とも陸海大の軍刀組であったことから、『郷土龍野の誉れ』と地元の新聞にその逸材ぶりを報道された。
1916年（大正5年）11月、海軍兵学校（44期）を3番/95名で卒業して恩賜の短剣を拝受。なお、西田はその後の勤務成績などでハンモックナンバー（兵学校同期生間の先任順位）を上げ、1926年（大正15年）の時点で、一宮義之（首席）・黒田麗（次席）の2名を抜いて兵44期の最先任者となっていた。第一次世界大戦では第二特務艦隊に属し、地中海で連合国艦船の護衛任務にあたる。1924年（大正13年）11月、海軍水雷学校高等科を卒業、さらに1928年（昭和3年）12月、海軍大学校（甲種26期）を2番/22名（恩賜）で卒業、以後戦艦比叡の艦長になるまでクラストップを保った。第一次ロンドン軍縮会議の際は首席全権・財部彪海軍大将の随員として山本五十六とともに派遣され、その後イギリス大使館付武官補佐官としてロンドンに2年間駐在した。
帰国後は1931年（昭和6年）、海軍省軍務局第1課付、駆逐艦島風駆逐艦長、海大教官などを歴任。1935年（昭和10年）11月、第二次ロンドン海軍軍縮会議（全権永野修身海軍大将）随員となった。以後第3艦隊参謀、海大教官、支那方面艦隊先任参謀、軍令部第3部第8課長となる。第8課長在任中は日独伊三国軍事同盟賛成の急先鋒であり、反対派で課員の大井篤と激論を繰り返している。次いで水上機母艦千歳艦長、第4艦隊参謀、重巡洋艦利根艦長を経て、1941年（昭和16年）9月10日、有馬馨大佐の後任として、練習戦艦比叡艦長となった。

### 太平洋戦争開戦後

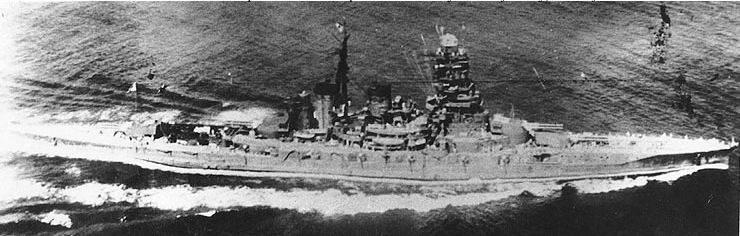
1942年7月撮影の練習戦艦「比叡」（西田艦長の頃）

比叡を指揮して南雲機動部隊に随伴しハワイ作戦に参加した。1942年（昭和17年）に入って行われたラバウル攻略戦やポートモレスビー攻略作戦などに参加した。1942年3月1日には蒼龍の九九式艦爆9機とともに、エドサル (駆逐艦)を撃沈した。セイロン沖海戦の後の5月-7月の間は戦艦金剛、榛名によるガタルカナル島への艦砲射撃の成功に気を良くした軍令部は、比叡・霧島による再攻撃を立案した。それを聞いた比叡の西田艦長は「同じ作戦が成功するはずはない」と猛反対したが、11月3日夕刻のトラック島仮泊する戦艦大和での緊急作戦会議において、山本五十六長官の意向を知り最終的には同意する。これが第三次ソロモン海戦とよばれる米重巡艦隊との会戦となった。会議後の壮行会から退去する際に長官室を訪れた西田艦長に、山本長官は「もうしばらくだよ･･･いや、前から考えていたのだ･･････こんどの作戦が終わったら、きみに、ここへ（大和艦長として）来てもらう。いいだろう」と語りかけたという。
実際に海戦直後の12月には大和艦長の異動があり、西田の同期生である松田千秋大佐が着任している。
1942年（昭和17年）末における44期生一選抜組（1937年（昭和12年）12月に大佐進級）は、西田正雄大佐（比叡艦長、兵学校卒業時は3番、電報符342）、島本久五郎大佐（第6艦隊参謀長、6番、同343）、一宮義之大佐（第5艦隊参謀長、1番、同344）、松田千秋大佐（日向艦長、14番、同354）、大和田昇大佐（山城艦長、8番、同355）、山澄貞次郎大佐（陸奥艦長、15番、同356）、小島秀雄大佐（軍令部出仕兼大本営参謀、7番、同358）であり、一選抜組は西田を除き全員が、1943年（昭和18年）5月に少将に進級している。ちなみに電報符345～353は42期生や43期生、同357はミッドウェー海戦で戦死した同期生柳本柳作少将（蒼龍艦長、21番）である。海戦の結果次第では「大和艦長西田正雄大佐」が誕生していた可能性は高かったのである。
（※電報符とは毎年、上は元帥海軍大将から下は少尉候補生まで、全海軍士官に対して序列順に割り振られた背番号のようなものであり、先任後任の序を重視する軍隊では重要な人秘であった。電報符は毎年更新される「現役海軍士官名簿」で定められていた。太平洋戦争期の電報符1は、元帥海軍大将伏見宮博恭王である。）
11月12日深夜、艦隊の意思疎通不足により比叡が先頭にして戦場に突入する形となり、日付が変わる頃守備していた米重巡艦隊の集中砲火を浴びて上甲板に火災が発生、このとき西田艦長自身も脚に負傷し、また操舵室に浸水して戦場から離脱できなくなった。米重巡艦隊には壊滅的な打撃を与えたものの、その後夜明けとともにガタルカナル島からのアメリカ軍航空機に再三にわたって攻撃された。機関部は全力発揮可能だったが断続的な航空機の攻撃により舵の復旧作業は遅々として進まず、ついに11月13日夕方、応急修理の見込みなしとして司令部より比叡の処分命令が出された。しかし西田艦長は比叡の損害は未だ軽微であると主張し、艦を救う努力をやめなかった。最終的に3度同じ命令を出され、また「機関部全滅」という報告を受け（総員退避後に誤報と判明）総員退艦を決意する。
その際、西田艦長は総員退艦させた後に艦と運命をともにすべく残ろうとしたが、「あまりにも優秀な未来の戦艦大和艦長、さらには連合艦隊司令長官たりえる人物を死なせるのは忍びない」と比叡掌航海長の坂本松三郎大尉（特務士官、横須賀鎮守府在籍者）が説得を試みた。総員退艦時の訓示を名目に艦橋から西田艦長を降ろそうとしたが頑なに拒否したため、坂本大尉とその部下3人に羽交い絞めにされて甲板に担ぎ下ろされた。後部砲塔の上から後甲板に並ぶ乗員に訓辞を述べたあと、再度坂本らと1時間半にも渡る押し問答となった。
その様子を比叡より将旗を移した駆逐艦の雪風から見ていた第11戦隊司令官・阿部弘毅中将も、「比叡の実情報告のため、雪風に移乗せよ」という内容の命令を出し、西田艦長を退艦させるよう仕向けた。命令は退避する乗員を運んでいたカッターで比叡艦上に残る西田に届けられた。西田艦長は阿部中将の直筆と確認するも、その命令を無視して比叡に残ろうとした。比叡はキングストン弁が開かれ、上甲板が海水に洗われる状態となった。もはやこれ以上は待てぬと考えた坂本は上級将校らとともに再度西田の手足を担ぎ上げ、そのままカッターに無理やり運び込んだ。西田艦長は大声を上げて暴れたが雪風に着いてからは冷静に振舞った。
阿部中将に比叡の状況を報告したのちに西田艦長はなおも比叡に戻るつもりでいたがここで「機関全滅」というのが誤報と知る。西田艦長は愕然としたがその時雪風は動き出し、また比叡に向けて雪風から魚雷が発射された。魚雷は比叡の中央部に命中したが、それでも比叡が沈まず、西田艦長は比叡の沈没を見届けないままその場を去ることになった。
その後、愛宕らを主力とする日本巡洋艦隊がガタルカナル島を攻撃した。雪風も現場海域に戻ってみたが、すでに比叡の姿は見られず重油の帯が残るのみであった。

### 比叡沈没後
その後、服務規程に違反したためか沈み行く比叡から退艦し、また沈没も見届けなかったとして査問会が開かれると思われたが、その査問会すら開催されず、時の海軍大臣であった嶋田繁太郎海軍大将により現役を解き予備役とする懲罰処分を受けた。これを知った山本長官は、「比叡1隻を失うことより、西田を失うことのほうが、海軍にとって痛手である」と連合艦隊の宇垣纏参謀長を嶋田大将のもとに派遣して猛烈に抗議したが、もともと山本らと不仲だった嶋田の裁定は覆らなかった。
予備役編入後の西田はアモイ在勤武官に就任した。以後、同期が昭和18年5月を皮切りに海軍少将に進級する中、大佐のまま第256航空隊司令、第951航空隊司令、福岡地方人事部長など閑職を転々として終戦を迎え、1946年（昭和21年）3月、召集解除となった。

### 終戦後
西田は長男であったが、家業と実家は弟がすでに継いでおり、西田が本家に帰ることは出来なかった。敗戦後は故郷である龍野の素麺工場に20年間働き、工場長を務めた。自らの戦歴については一切口を閉じ、職場の同僚も元海軍兵らしいとしか知らず、誰も比叡の艦長を務めた海軍大佐だとは知らなかった。妻は若くして世を去り、長男は航空自衛隊に入隊し、次男は東大に進み、娘らは嫁いだ。また1人の娘を闘病生活の後に失っている。西田は子供らが独立した後は独居となり、散らかった家に一人住んだが勤務態度は良好で部下の信頼も厚かった。給与のほかに軍人年金もあり収入は決して少なくなかったが、戦地を巡礼する旅を繰り返したり靖国神社に寄付を行ったりと戦死者を弔う生活を続け、自らは質素倹約に励み贅沢は決してしなかった。
靖国神社での遺族祭で、西田を無理やり運び出した坂本に再会したときも西田とその家族が不遇な扱いをされている責任を感じて詫びる坂本を責めはしなかった。また坂本が「艦長を連れ出したのは私だ」とする原稿用紙数十枚の原稿を渡し、これを雑誌社に投稿してよいかと聞かれると、その場でビリビリに破り捨て、このようなことはしないでよいと命じた。
江田島に取材に訪れた作家の相良俊輔によれば、フェリーの甲板上で重巡利根の慰霊に訪れた西田に偶然出会う。波に揺れるフェリーの上で全く姿勢を乱さない西田の姿に、ただならぬ雰囲気を相良は察知した。数言、言葉を交わしたのみで、西田は名前すら明かさなかったが、相良は後にあのときの老人は比叡元艦長の西田と突き止め、勤務先の龍野の素麺工場に西田を訪ねた。西田は小麦粉で酷く汚れた作業服姿で現れて応対した。最初は穏当に対応した西田であったが、取材の話になると｢私はあのときに死ぬべきだった軍人だ。そのような人間が今更なにをいうことがあろうか!｣と叫び、取材を固く断った。
その後も西田と相良は年賀状などで交友を続けた。西田は相良の著書を読み、その内容を褒める事はあったが、比叡についてはお互い決して言及することはなかった。やがて15年の年月が経過したある日、相良の元に西田から比叡のことをお話しするから会わないかと手紙が届いた。
西田は素麺工場を定年退職し、地元に戻った息子と同居していた。腰痛に悩まされ、岡山大学医学部附属病院に通院していたが腰はくの字に90度曲がっていた。死期を悟った西田は相良の人柄を信じて記録を残すことに賛同したのだった。その時の相良と西田の面談によって『怒りの海 - 戦艦比叡・西田艦長の悲劇』が執筆された。西田はその後ほど無く体調を崩し、1974年（昭和49年）3月19日、自宅で死去した。 享年80（満78歳没）。

## 親族
- 長男 西田正人（陸士57期、陸軍中尉・陸軍航空士官学校附、昭和19年9月1日調）